# Papenteich
 Samtgemeinde Papenteich es una municipal unión ubicada al sur del Landkreises Gifhorn en Niedersachsen (Alemania). Papenteich está situado aproximadamente 10 kilómetros al sur de Gifhorn, y 15 kilómetros al norte de Braunschweig. El Papenteich fue fundado el 2 de octubre de 1970 e incluye 6 municipalidades locales con 19 pueblos. Actualmente su población es 23,458

## Posición geográfica
| Samtgemeinde Meinersen | Ciudad Gifhorn      | Samtgemeinde Isenbüttel |
| Peine (distrito)       |                     | Ciudad Wolfsburg        |
|                        | Ciudad Braunschweig | Helmstedt (distrito)    |

## Composición Municipalunión
| municipalidades locales con pueblos | municipalidades locales con pueblos | municipalidades locales con pueblos | municipalidades locales con pueblos | municipalidades locales con pueblos                                                                                |
| ----------------------------------- | ----------------------------------- | ----------------------------------- | ----------------------------------- | --- |
| Municipal                           | Habitantes br />(31. Dez 2003)      | Superficie km²                      | Densidad de población               | pueblos |
| Municipal Adenbüttel                | 1 724                               | 13,71                               | 126                                 | Adenbüttel, Rolfsbüttel                                                                                            |
| Municipal Didderse                  | 1 404                               | 7,41                                | 189                                 | Didderse |
| Municipal Meine                     | 8 070                               | 38,73                               | 207                                 | Abbesbüttel, Bechtsbüttel, Grassel, Gravenhorst, Meine, Meinholz, Martinsbüttel, Ohnhorst, Wedelheine, Wedesbüttel |
| Municipal Rötgesbüttel              | 2 280                               | 10,83                               | 211                                 | Rötgesbüttel |
| Municipal Schwülper                 | 6 627                               | 20,89                               | 317                                 | Hülperode, Klein Schwülper, Lagesbüttel, Rothemühle, Groß Schwülper, Walle                                         |
| Municipal Vordorf                   | 3 326                               | 19,26                               | 173                                 | Eickhorst, Rethen, Vordorf                                                                                         |

- Wikimedia Commons alberga una galería multimedia sobre Gifhorn.

- Datos: Q494363
- Multimedia: Samtgemeinde Papenteich / Q494363